# Vano Merabisjvili
Vano Merabisjvili (georgiska: ივანე (ვანო) მერაბიშვილი, Ivane (Vano) Merabisjvili), född 15 april 1968 i Ude (Samtsche-Dzjavachetien), är en georgisk politiker och tidigare landets premiärminister.
Den 30 juni 2012 utnämnde president Micheil Saakasjvili Merabisjvili till premiärminister och han kom att ersätta den dåvarande premiärministern Nikoloz Gilauri. Beslutet kom några månader innan det parlamentsval som skulle hållas i oktober 2012. Merabisjvili sade att han ville fokusera på tre huvudprioriteringar: sysselsättning, jordbrukets utveckling och tillgången till sjukvård. Han godkändes av det georgiska parlamentet den 4 juli 2012. Till följd av Georgiska drömmens seger i parlamentsvalet i oktober 2012 fick den dåvarande regeringen, inklusive premiärminister Merabisjvili, avgå. Den 25 oktober 2012 efterträddes han på posten av Bidzina Ivanisjvili.